# Schwarzschildradie

Schwarzschild-radien beskriver storleken av händelsehorisonten för ett sfäriskt svart hål som inte roterar. Innanför denna radie kan ingenting, vare sig ljus eller materia, slippa ut. Namnet kommer från den tyske astronomen Karl Schwarzschild som 1916 fann en lösning till Einsteins fältekvationer i allmän relativitetsteori.
Ett annat sätt att uttrycka det på, är att Schwarzschild-radien är den storlek till vilken en himlakropp skulle behöva tryckas ihop för att bli ett svart hål. För jorden är denna radie ca 9 mm och för solen ungefär 3 km. 
Schwarzschildradien är proportionell mot himlakroppens massa och fås enligt formeln
{\displaystyle r_{sch}={2GM \over c^{2}}}
där G är gravitationskonstanten, M är kroppens massa och c är ljushastigheten i vakuum.